# Warban Winarow

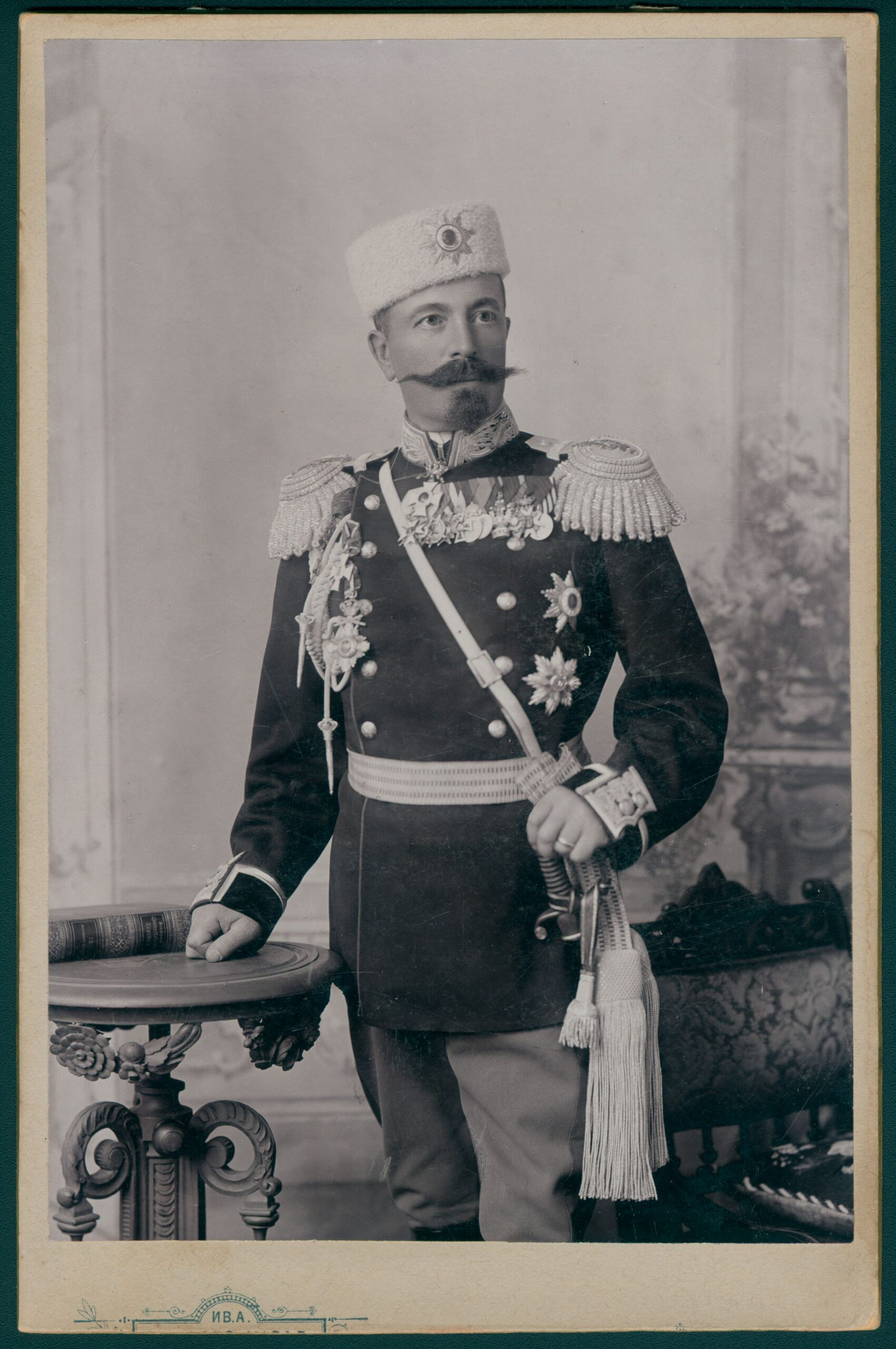
General Warban Warbanow

Warban Nikolow Winarow (auch Varban Nikolov Vinarov geschrieben, bulgarisch Върбан Николов Винаров * 1856 in Rousse, damals Osmanisches Reich, heute Bulgarien; † 5. März 1908 in Wien, Österreich-Ungarn) war ein Offizier, Generalmajor der bulgarischen Streitkräfte, Absolvent des Konstantinopeler Robert Colleges, Mitglied der bulgarischen Delegation bei den Zweiten Haager Friedenskonferenzen und Freimaurer. Er war der Bruder des Kaufmanns und Politikers Petar Winarow.
Winarow war Träger des Tapferkeits- und des Verdienstordens sowie des St. Alexander-Ordens.

## Leben
Warban Winarow wurde in der damals zum Osmanischen Reich gehörenden Donaustadt Rousse 1855 geboren. Die Grenzstadt zum rumänischen Fürstentum war zu dieser Zeit ein zentraler Knotenpunkt für den Warenverkehr zwischen West-, Ost- und Südosteuropa. Hier wurden die Waren und Güter, welche über die Donau transportiert wurden, für den Weitertransport ins Osmanische Reich über Land umgeschlagen. 1864 begann der Bau der Eisenbahnlinie Rousse-Warna. Rousse war zudem ein Zentrum der bulgarischen Aufklärung. Es ist nicht überliefert, ob Warban 1865 wie sein älterer Bruder Petar an der Aktion zur Vertreibung des griechischen Bischofs von Rousse teilnahm.
Es ist nicht bekannt, wo Winarow die grundschulische Ausbildung genoss und ob er eine zur damaligen Zeit weitverbreitete Klosterschule besuchte. Im Alter von 20 Jahren schloss Warban Winarow das renommierte Robert College in der osmanischen Hauptstadt Konstantinopel ab. Nach der Befreiung Bulgariens besuchte Warban die neugegründete Militärakademie in Sofia und war Teil des 23. Infanterieregiments des bulgarischen Heeres. 1884 wurde Warban Aides-de-camp des bulgarischen Monarchen Alexander I. von Bulgarien.
Winarow nahm an dem Serbisch-Bulgarischen Krieg von 1885 teil und war danach stellvertretender Generalstabschef, ab 1887 Leiter der Militärakademie, zwischen März 1891 und Mai 1892 Kommandeur des 9. Infanterieregiments, 1897 des 4. Infanterieregiments. In dieser Zeit absolvierte er die russische Kaiserliche Militärakademie in Sankt Petersburg.
Mit 44 Jahren wurde Warban zum Generalmajor und hatte daraufhin mehrere hochrangige Positionen bei den bulgarischen Streitkräften inne, wie Generalstabschef (1899–1900) und Inspekteur der Kavallerie (1900–1908).
1906 zog Winarow mit seiner Familie nach Wien. 1907 wurde Warban Winarow Delegat der bulgarischen Regierung bei den Zweiten Haager Friedenskonferenzen, welche von 15. Juni bis zum 18. Oktober tagte.
Am 5. März 1908 verstarb Warban Winarow in Wien. Sein Leichnam wurde später nach Sofia überführt.

## Familie

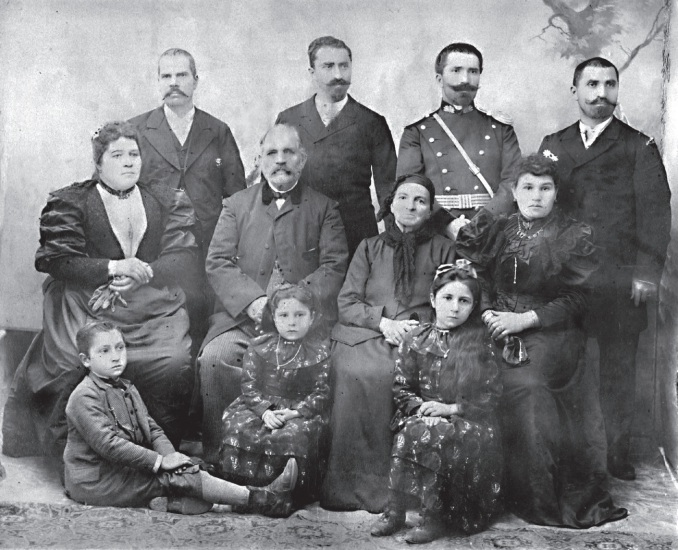
Die Familien Danewi, Winarowi und Chadschiiwanowi, (von links nach rechts):
Sitzend in der Mitte Marija, Nikola, Sofia und Tonka;
Stehend Georgi Danew – Ehenmann von Marija, Petar, Warwan, Petar Chadschiiwanow – Ehemann von Tonka;
die Kinder von Petar und Tonka – Iwan, Rajna und Sofka

Warban Winarow war mit Eliza Winarowa geb. Walkowitsch verheiratet, Tochter des bulgarischen Politikers und Außenministers Georgi Walkowitsch und Elena Çalakoglu. Letztere war die Tochter von Georgi Stoyanowich Chaloglou, Mitglied des osmanischen Staatsrates (Şura-yı Devlet) (1868–72). Durch Eliza und Georgi war Warban mit einer der einflussreichen bulgarischen Familien im Osmanischen Reich während der Zeit der Bulgarischen Aufklärung verbunden, die Familie Tschalăkow. Zusammen hatten sie fünf Kinder: George († 1913) gestorben im Balkankrieg; Bistra (1890–1977) Malerin, Expressionistin, Freundin von Rainer Maria Rilke und verheiratet mit dem Diplomaten Simeon Radew; Boris Winarow (1892–1948) Architekt und verheiratet mit Wiktorija Angelowa-Winarowa; Nikola (1896–1963) und Aleksandar.
Warban wurde selbst in die Familie von Nikola Stanew Scharaptschijata und Sofia Maltschewa geboren. Es ist nicht überliefert, ob und wann sich der Familienname in Winarow änderte. Sein älterer Bruder Petar nannte sich teilweise noch Petar Nikolow Stanew. Der Familienname oder Beiname dessen Vaters Scharaptschijata ist eine Ableitung aus dem Osmanischen Şarap (zu Dt. Wein) und bedeutet wortwörtlich zu dt. Weinmacher und auf Bulg. Winarow und lässt darauf schließen, dass die Familie mit Weinproduktion oder Weinhandel in Verbindung stand.
Neben Petar hatte Warbwan noch zwei Schwestern Marija, verheiratet mit Georgi Danew und Tonka, verheiratet mit Petar Chadschiiwanow. Petar Chadschiiwanow, Enkel des Freiheitskämpfers Waltschan Wojwoda lebte mit Tonka in Rousse und im dobrudschanischen Tulcea. Im letzteren besaß er mehrere Verkaufsläden und in der Umgebung große Ländereien und Weinberge. Ihre beiden Töchter Rajna und Sofka blieben in Tulcea bis zum Vertrag von Craiova 1940, als sie ihr Eigentum dem rumänischen Staat überlassen müssten und siedelten sich daraufhin in Silistra an.